# 韓樹淼
韓樹淼（1897年—1973年2月8日），字海容。甘肅省貴德縣人。北京大學畢業，民國38年（1949年）在青海省選區遞補當選第一屆立法委員。

## 生平
- 河陰小學畢業[1]
- 蘭州一中畢業後，以第二名考入國立北京大學政治經濟系。
- 民國9年，《新隴》雜誌社編輯兼校對[2]
- 民國17年，青海省政府第三科科長兼軍事顧問[3]
- 民國20年6月6日-民國23年5月19日，青海省政府祕書處科長[4]
- 民國21年，青海省戲劇編審委員會委員[5]
- 民國21年，青海省回教教育促進會候補執行委員[6]
- 民國23年7月24日-民國23年11月7日，試署互助縣縣長[7]
- 民國26年2月-民國27年11月3日，署樂都縣縣長[8][9][10]
- 民國25年5月，青海省省志略館編輯[11]
- 民國25年，青海省教育會常務幹事[12]
- 曾任甘邊寧海鎮守使署諮議、青海省立第一師範學校校長、湟川中學高中文史教員、省府教育科科長、西安行營軍法官、青海各法團代表，省教育會、孔道會會長[13]
- 民國38年，遞補青海省就任官吏之高文遠立委遺缺[14][15][16]。
- 1949年9月，向西寧市軍管會登記報到[17]，不久即將西寧北斗宮街自己的庭院挪出作為中共青海省委幹部招待所。
- 1950年，去西北革命大學學習，返青後將家藏價值數萬元的書籍捐贈給省圖書館。
- 1951年10月，任青海省文物管理委員會委員、省志編纂委員會委員、省文史館館員，長期從事文史資料和青海省志的編纂工作。至六十年代初，與其他編輯一道完成了《青海省志・農業志》的初稿。四清運動開始後，天天寫交待材料，挨批判鬥爭。到了文化大革命，更是雪上加霜，抄家、戴高帽，批鬥、遊街，關進大牢。
- 1973年農曆正月初六〔1973年2月8日〕病故家中[18][19]

## 著作
- 「我為馬步芳向蔣介石要餉的鑽營活動」，韓海容，《文史資料選輯》第27輯.1962
- 「馬麒向吳佩孚活動護軍使側聞記」，韓海容，《青海文史資料》第4輯. 1965
- 「彭雅楞丕勒其人」，韓海容，《青海文史資料》第9輯，1982年
- 「辛亥革命時期甘軍進攻陝西乾州概略」，馬樂天、韓海容，《甘肅文史資料選輯》第11輯，1981